# Голфимбул
Голфимбул е герой от легендариума на Толкин.
Той е по висок от нормалните орки и има солидно телосложение, като е предводител на отряд от добре въоръжени скални орки от планината Грам, който атакувал Графството. Хобитите обаче разбират за похода му и го посрещат и побеждават в Битката на зелените поля, като главнокомандващ на армията на Графството е Бандобрас Тук „Бикогласния“, който с един удар отсякъл главата на орка Голфимбул и тя паднала в една заешка дупка на 25 метра.
Любопитното е че според легендата, името на Голфимбул, както и самата случка с отсичането на главата му, поставили началото на играта голф.